# Mörttjärnet (Eda socken, Värmland)
Mörttjärnet är en sjö i Eda kommun i Värmland och ingår i Göta älvs huvudavrinningsområde.